# Idegenforgalmi koncepció
A turisztikai, idegenforgalmi fejlesztési program nem öncél, hanem a település integrált fejlesztési eszköze. Főbb céljai: a meglévő épületvagyon, a természeti értékek, erőforrások hasznosítása, az épített és természeti környezet védelme, a kulturális örökség ápolása, a hagyományőrzés fejlesztése, foglalkoztatásbővítés, falun a mezőgazdasági termelés kiegészítője, lehetőség a helyi termékek értékesítésére, kapcsolattartás a helybeli lakosság és a külföldiek között, a település megbecsülésének és tekintélyének növelése. Lényege a turisztikai kínálat fejlesztése és folyamatos szervezése.
A koncepció csak úgy állja meg a helyét, hogy integrálja a helyi kezdeményezéseket, ha vállalja a térségben élők és dolgozók érdekeinek képviseletét. Megkülönböztetett figyelmet kell fordítani  az emberi tényezőkre, az iskolázottsági és képzettségi szintre és nem utolsósorban a szálláson és étkeztetésen túlmutató turisztikai programkínálatra. Előtérbe kerültek és felértékelődtek az önfejlesztési szándékok, az önerőből szándékozó megvalósítás az alulról építkező érdekközösségekre alapító regionális szövetségek, a projektekben való gondolkodás. Mindezek mellett a megvalósíthatósági tanulmányoknak is be kell épülnie a mindennapi gyakorlatba.
A marketingstratégia központi eleme, hogy a településen mindenekelőtt teremtsék meg  azt az aktív magot, amely az idegenforgalmi koncepció szerint elvégzendő igények és lehetőségek szerinti átültetését elvégzi a gyakorlatban. A helyi lakosságra is számítani kell, mert a legjobb szakemberek sem képesek hosszabb távon biztosítani a térséggel való együttélést.

## Magyarországon
A magyarországi települések többsége megfelel a falusi vendégfogadásról alkotott hivatalos álláspontnak. A Magyar Turisztikai Hivatal szerint falusi turizmusnak minősül minden vidéki, de nem városi és nem kiemelt üdülőterületen fekvő településen folytatott vendéglátás, ami magában foglalja a szállás-, étkezési-, és programszervezési szolgáltatásokat egyaránt.